# Maserati Coupé

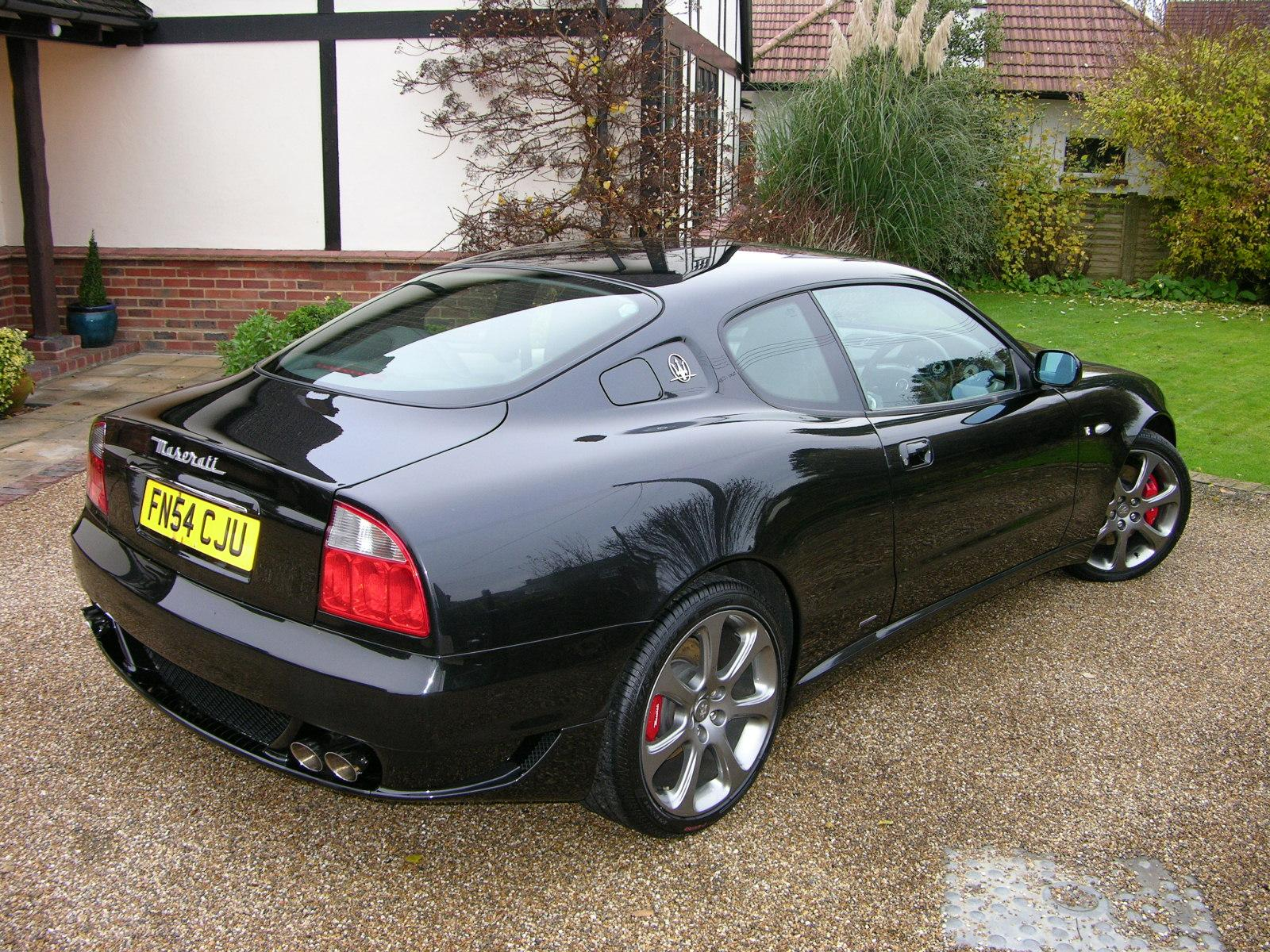
Achterkant van de Maserati Coupé

De Maserati Coupé is een sportwagen van de Italiaanse autofabrikant Maserati die tussen 2002 en 2007 geproduceerd werd. De wagen kende zijn debuut op het Autosalon van Detroit in 2002.
De Coupé werd ontworpen door Italdesign, waarvan de oprichter Giorgetto Giugiaro eerder ook al verantwoordelijk was voor het design van de Ghibli, Bora, Quattroporte III en de 3200 GT. De wagen is grotendeels gebaseerd op zijn voorganger, de 3200 GT. De boemerangvormige achterlichten die kenmerkend waren voor de 3200 GT werden vervangen door meer conventionele lichtblokken. Het interieur was gebaseerd op het vernieuwde interieur van de 3200 GT uit 1999. De wagen is nauw verwant met de Maserati Spyder die een jaar eerder op de markt kwam.
Om verwarring te voorkomen met andere coupé-modellen van Maserati wordt de wagen ook wel eens aangeduid als de 4200 GT, wat een evolutie is van de eerdere modelnaam en een verwijzing naar de toegenomen cilinderinhoud van 3,2L tot 4,2L.
Van de Maserati Coupé werden er in totaal 5404 exemplaren geproduceerd.

## Motor
In plaats van de oudgediende 3,2L twin-turbo V8-motor uit de 3200 GT kreeg de Coupé een nieuw ontwikkelde 4,2L V8-motor van Ferrari met een vermogen van 390 pk en een koppel van 451 Nm, goed voor een topsnelheid van 285 km/u.

## Overbrenging
Het motorvermogen werd op de achteras afgeleverd via een klassieke manuele zesbak of een "Cambiocorsa" elektronisch geregelde zestraps automaat met schakelhendels aan het stuur in Formule 1-stijl. De versnellingsbak bevond zich tussen de achterwielen (een zogenaamde "transaxle"-configuratie) wat in combinatie met een motor voorin voor een betere gewichtsverdeling zorgde.